# Sébastien Ormaechea
Pour les articles homonymes, voir Ormaechea.
Pas d'image ? Cliquez ici

a Compétitions nationales et continentales officielles uniquement.

Dernière mise à jour le 4 juillet 2017.
Sébastien Ormaechea, né le 1er juillet 1983 est un joueur français de rugby à XV qui évolue au poste de pilier (1,78 m pour 118 kg).

## Carrière
- 2003-2006 : Biarritz olympique
- 2006-2007 : USA Limoges
- 2007-2017 : Stade montois

## Palmarès
- Finaliste de Pro D2 : 2008, 2012

## Sélections nationales
- International -21 ans : 2 sélections en 2003/2004 (Écosse, Angleterre).